# 拉蒂萨纳
拉蒂萨纳（義大利語：Latisana），是意大利乌迪内省的一个市镇。总面积42.3平方公里，人口13802人，人口密度326.3人/平方公里（2009年）。ISTAT代码为030046。